# チーター・ガールズ
チーター・ガールズ（The Cheetah Girls）は、米ディズニー・チャンネルのオリジナルムービー「チーター・ガールズ」から生まれた3人組ユニット。

## メンバー
- エイドリアン・ベイロン
- キーリー・ウィリアムズ
- サブリナ・ブライアン

## 歴史
2003年8月15日に放送されたチーター・ガールズの出演者3名で構成されていた。

## ディスコグラフィ

### アルバム
- チーター・ガールズ（2003年）
- チーター・ガールズ2（2006年）
- TCG（2007年）
- チーター・ガールズ3 イン・インド（2008年）